# Kozlovets
Kozlovets (en bulgare : Полски Сеновец) est un village bulgare de dans la obchtina de Svishtov l'oblast de Veliko Tarnovo.

## Géographie
Polski Senovets est situé sur le plateau danubien.

## Histoire
L'ancien nom du village est Iliva. Le centre communautaire "Razvitie - 1891" a été fondé le 11.XII.1889 par Angel Bakalov. L'un des premiers enseignants de l'école cellulaire du village est Stefan Botsev de la ville de Prilep, en Macédoine. Après lui, les professeurs sont Sava Mihov de Bebrovo, Angel Bakalov de la ville de Byala Cherkva et Rayko Kozhuharov.

## Religion
Les villageois sont chrétiens orthodoxes. L'église Saint-Démétrius ne fonctionne que lors des grandes fêtes religieuses.

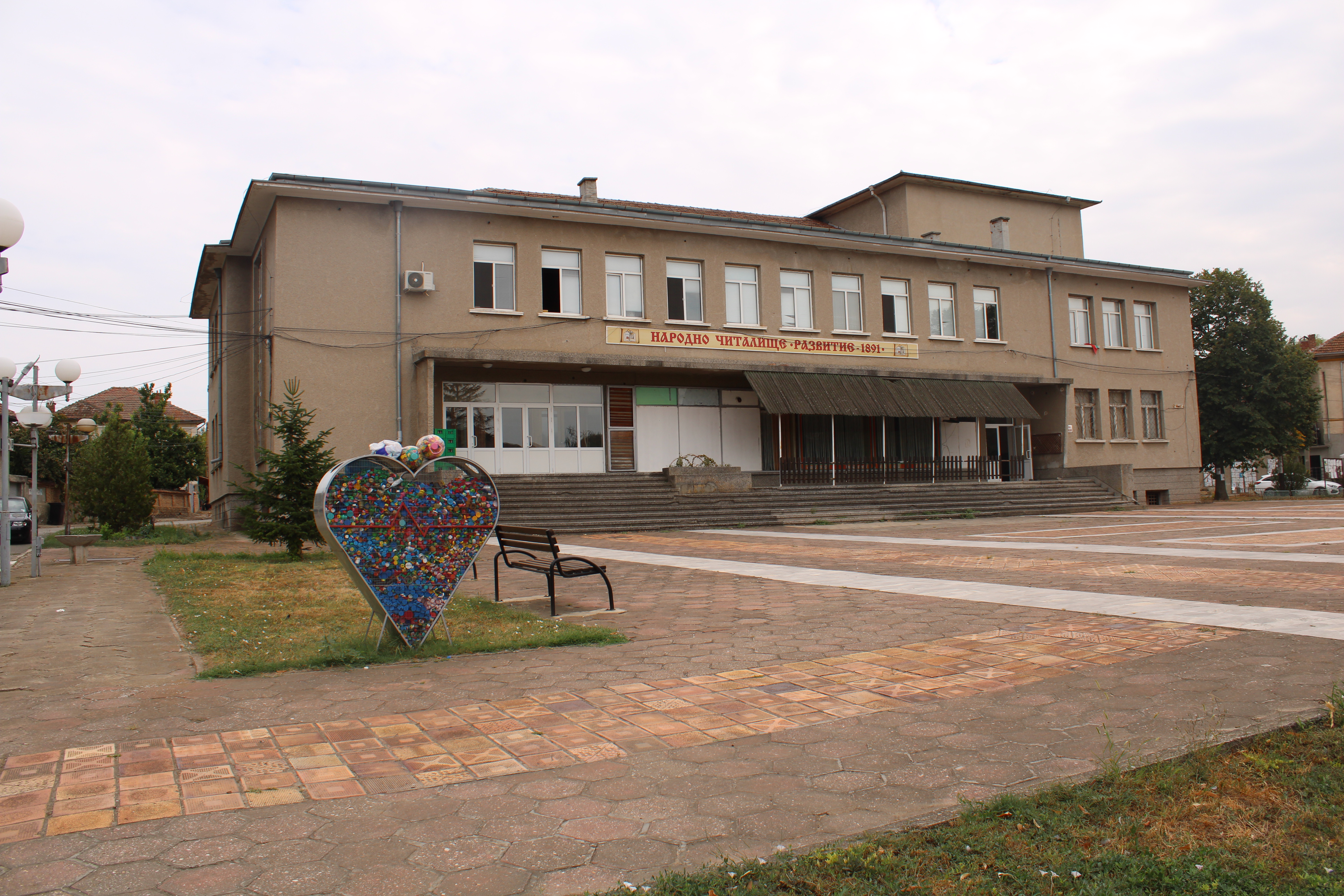
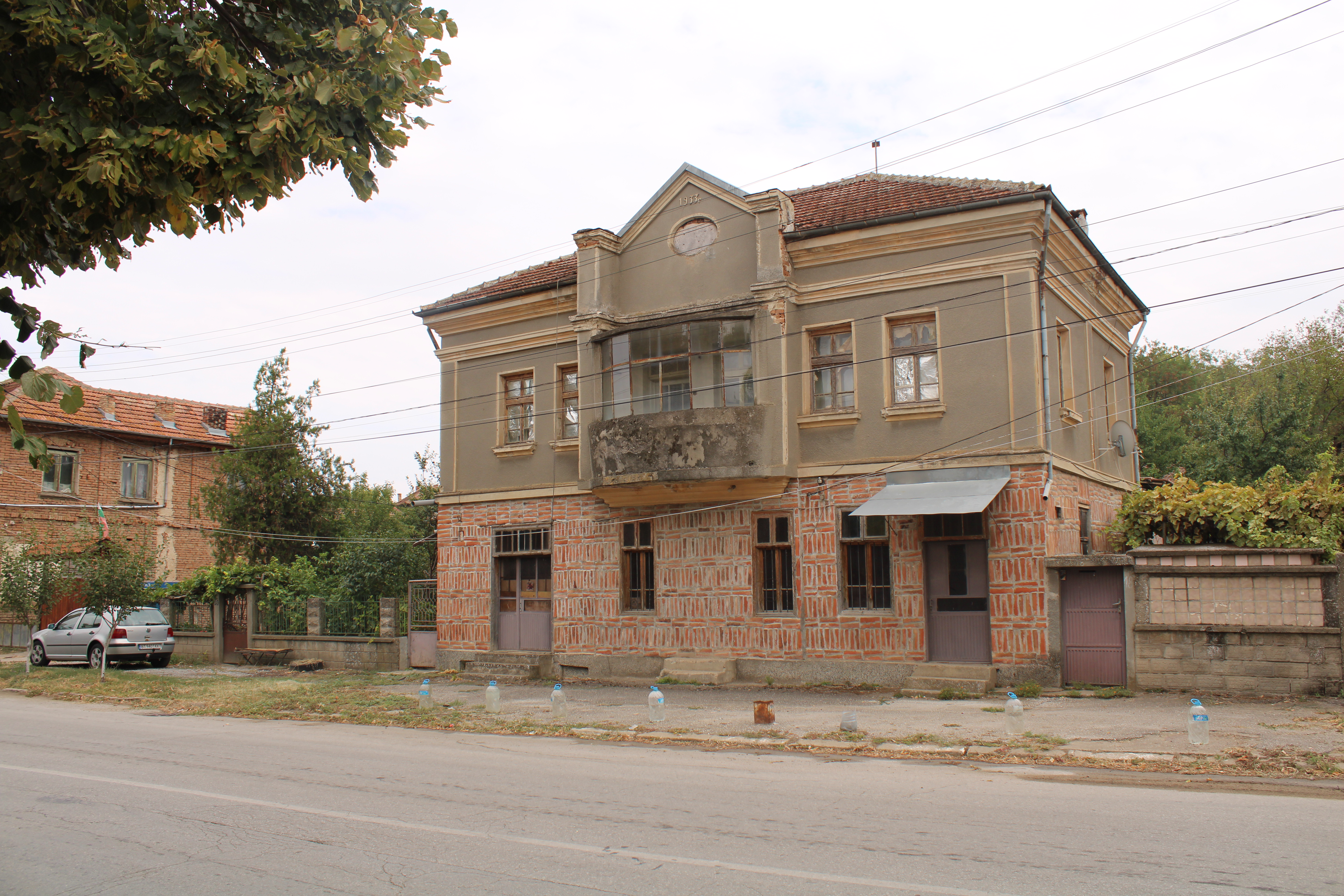